# Acacia maitlandii
Acacia maitlandii é uma espécie de leguminosa do gênero Acacia, pertencente à família Fabaceae.